# Хшонстово (Західнопоморське воєводство)
Хшонстово (пол. Chrząstowo, нім. Granzow) — село в Польщі, у гміні Камень-Поморський Каменського повіту Західнопоморського воєводства.
Населення — 76 осіб (2011).
У 1975-1998 роках село належало до Щецинського воєводства.

## Демографія
Демографічна структура станом на 31 березня 2011 року:
|          | Загалом | Допрацездатний вік | Працездатний вік | Постпрацездатний вік |
| -------- | ------- | ------------------ | ---------------- | -------------------- |
| Чоловіки | 45      | 8                  | 37               | 0                    |
| Жінки    | 31      | 2                  | 24               | 5                    |
| Разом    | 76      | 10                 | 61               | 5                    |